# Jean-Marie Teno
Jean-Marie Teno est un réalisateur, monteur et producteur de cinéma camerounais, né le 14 mai 1954 à Famleng,  Bandjoun.

## Biographie
Jean-Marie Teno a étudié la communication audiovisuelle à Valenciennes et a travaillé comme critique cinématographique pour Bwana Magazine et comme chef-monteur à France 3.
En 1983, il réalise son premier court métrage documentaire Schubbah.
En 1992, il réalise son documentaire Afrique, je te plumerai sur les effets du colonialisme et du néocolonialisme au Cameroun.
En 1996, il tourne Clando, qui obtient le Prix du public au 6e Festival du cinéma africain de Milan, en Italie.
Jean-Marie Teno est également producteur de ses propres films avec la société Les Films du Raphia.
Il a été en 2007-2008 « visiting artist » dans le cadre de Copeland Fellow à Amherst College (Massachusetts) et en 2009-2010  « visiting professor » à Hampshire College (Massachusetts).
Il vit entre la France, le Cameroun et les États-Unis.
Jean-Marie Teno est le porteur du projet La'a Lom qui est une forge cinématographique où il entend stimuler la créativité artistique des jeunes férus des arts en général et de cinéma en particulier.

## Filmographie
- 1983 : Schubbah (court métrage)
- 1985 : Hommage (court métrage)
- 1985 : Fièvre jaune taximan (court métrage)
- 1987 : La Gifle et la Caresse (court métrage)
- 1988 : L'Eau de misère (documentaire)
- 1990 : Le Dernier Voyage (court métrage)
- 1991 : Mister Foot (documentaire)
- 1992 : Afrique, je te plumerai... (documentaire)
- 1996 : La Tête dans les nuages (court métrage)
- 1996 : Clando (long-métrage de fiction)
- 1999 : Chef ! (documentaire)
- 2000 : Vacances au pays (documentaire)
- 2002 : Le Mariage d'Alex (documentaire)
- 2004 : Le Malentendu colonial (documentaire)
- 2009 : Lieux saints (documentaire)
- 2013 : Une Feuille dans le Vent (documentaire)
- 2018 : Le Futur dans le rétro

## Distinctions

### Clando
- 1996 : Prix de la Fédération Internationale des Ciné-clubs au Festival international de films de Fribourg (Suisse) ; Prix du public au Festival du cinéma africain de Milan (Italie) ; Grand prix au Festival Vues d'Afrique de Montréal ; Prix des Droits de la Personne au Festival Vues d'Afrique de Montréal

### La Tête dans les nuages
- 1994 : Prix du jury de l'OUA aux Journées cinématographiques de Carthage
- 1995 : Prix UICN et Prix des Assureurs Africains au FESPACO ; Prix du Documentaire au Festival Vues d'Afrique de Montréal

### Afrique, je te plumerai...
- 1992 : Prix du documentaire au Festival de Troia ; Prix du jury O.C.I.C. aux Journées cinématographiques de Carthage ; Prix pour la Solidarité dans le monde aux Journées cinématographiques de Carthage.

### L'Eau de misère
- 1989 : Prix TV5-Europe à Écovision à Lille ; Mention très honorable au Festival de Troia (Portugal)

### Fièvre jaune taximan
- 1986 : Mention spéciale au Festival de Clermont-Ferrand